# Record du Maroc de natation messieurs du 800 mètres nage libre
Cet article présente l'évolution du record du Maroc de natation messieurs du 800 mètres nage libre.

## Bassin de 50 mètres
| Temps          | Athlète       | Naissance | Âge | Club | Compétition | Lieu       | Date              |
| -------------- | ------------- | --------- | --- | ---- | ----------- | ---------- | ----------------- |
| 08 min 35 s 89 | Youssef Hafdi | 1986      | 18  | CNJ  |             | Casablanca | 3 mai 2004        |
| -----          |               |           |     |      |             |            |                   |
| 08 min 35 s 00 | Youssef Hafdi | 1986      | 20  | CNJ  |             | Alger      | 27 septembre 2006 |

## Bassin de 25 mètres
| Temps           | Athlète       | Naissance | Âge | Club | Compétition                       | Lieu        | Date             |
| --------------- | ------------- | --------- | --- | ---- | --------------------------------- | ----------- | ---------------- |
| 08 min 30 s 27  | Adil Bellaz   | 1981      |     | USCM |                                   | Paris       | 13 février 2000  |
| -----           |               |           |     |      |                                   |             |                  |
| 08 min 29 s 93, | Morad Berrada | 1991      | 19  |      | Championnats régionaux interclubs | Montpellier | 14 novembre 2010 |